# Црква Светог великомученика Прокопија у Катуну
Црква Светог великомученика Прокопија у Катуну, насељеном месту на територији општине Алексинац, припада Епархији нишкој Српске православне цркве.
Црква посвећена Светом великомученику Прокопију подигнута је у време свештеника Будимира Марковића 1939. године. Освештана је 21. јула 1967. године од стране eпископа нишког Јована Илића. Године 1971. направљен је кров од поцинкованог лима, а 1976. године је ограђена је порта. Црква је 1998. године покривена бакром. Половином 2014. године започета је обнова оштећене фасаде и крова. Антиминс потиче из 1967. године, освећен од стране епископа нишког Јована.